# Cathal Pendred
Cathal Pendred (Boston, 2 de setembro de 1987) é um ex-lutador americano-irlandês de artes marciais mistas, atualmente compete no Peso Meio Médio do Ultimate Fighting Championship.

## Carreira no MMA
Pendred começou a treinar MMA em 2007 em San Diego, California e fez sua estréia profissional no MMA em 2009, onde venceu Attila Horvath por nocaute técnico.

### Cage Warriors FC
Pendred lutou em sete oportunidades na promoção, vencendo seis delas e tendo um empate. Ele derrotou Jamie Rogers no Cage Warriors 39, Vladimir Malko no Cage Rage 42 e David Bielkheden no Cage Rage 47.
Ele enfrentou o brasileiro Bruno Carvalho em 27 de Outubro de 2012 no Cage Rage 49 e o venceu por decisão unânime.
Ele foi Campeão Meio Médio da categoria, quando venceu o campeão Gael Grimaud por decisão unânime após cinco rounds em 9 de Março de 2013 no Cage Warriors 52.
Sua primeira defesa de cinturão seria contra o ex-UFC Che Mills em 1 de Junho de 2013 no Cage Warriors 55, no entanto, Mills não bateu o peso e a luta foi transformada em não-válida pelo cinturão. Ele venceu a luta por nocaute técnico com uma interrupção do córner no terceiro round.

### The Ultimate Fighter
Em Março de 2014, foi revelado que Pendred havia sido selecionado para ser participante do The Ultimate Fighter: Team Edgar vs. Team Penn. Pendred se tornou membro do elenco sem lutar, porque seu oponente sair da luta de última hora porque não bateu o peso.
Pendred foi o terceiro escolhido dos médios da Equipe de B.J. Penn. No round de eliminação, Pendred enfrentou Hector Urbina da Equipe Edgar. Após três rounds, Pendred foi declarado vencedor por decisão unânime. Na semifinal Pendred teve sua primeira derrota na casa ao perder por decisão para Eddie Gordon, após uma dura luta.

### Ultimate Fighting Championship
Apesar de ser derrotado na casa do TUF, Pendred foi contratado pelo UFC e estreou contra o também membro do TUF 19 Mike King em 19 de Julho de 2014 no UFC Fight Night: McGregor vs. Brandão. Ele venceu a luta por finalização no segundo round, após uma ótima luta que venceu o prêmio de Luta da Noite.
Sua aparição seguinte no UFC foi contra o russo Gasan Umalatov em 4 de Outubro de 2014 no UFC Fight Night: Nelson vs. Story. Ele venceu a luta, dessa vez por decisão dividida em uma luta muito equilibrada.
Cathal enfrentou Sean Spencer em 18 de Janeiro de 2015 no UFC Fight Night: McGregor vs. Siver e venceu por decisão unânime.
Pendred enfrentou o mexicano Augusto Montaño em 13 de Junho de 2015 no UFC 188 no México. Ele venceu por decisão unânime. Dias após a vitória, Pendred foi colocado para substituir Brandon Thatch e enfrentar John Howard em 11 de Julho de 2015 no UFC 189. Pendred foi derrotado por decisão dividida.
Pendred enfrentou o inglês Tom Breese em 24 de Outubro de 2015 no UFC Fight Night: Holohan vs. Smolka, na Irlanda. Ele foi derrotado por nocaute técnico ainda no primeiro round.

## Cartel no MMA
| Cartel no MMA   |             |            |
| 23 lutas        | 18 vitórias | 4 derrotas |
| Por nocaute     | 6           | 2          |
| Por finalização | 1           | 1          |
| Por decisão     | 11          | 1          |
| Empates         | 1           | 1          |

| Res.    | Cartel | Oponente          | Método                  | Evento                                | Data       | Round | Tempo | Local                 | Notas                               |
| ------- | ------ | ----------------- | ----------------------- | ------------------------------------- | ---------- | ----- | ----- | --------------------- | ----------------------------------- |
| Derrota | 17-4-1 | Tom Breese        | TKO (socos)             | UFC Fight Night: Holohan vs. Smolka   | 24/10/2015 | 1     | 4:37  | Dublin                |                                     |
| Derrota | 17-3-1 | John Howard       | Decisão (dividida)      | UFC 189: Mendes vs. McGregor          | 11/07/2015 | 3     | 5:00  | Las Vegas, Nevada     |                                     |
| Vitória | 17-2-1 | Augusto Montaño   | Decisão (unânime)       | UFC 188: Velasquez vs. Werdum         | 13/06/2015 | 3     | 5:00  | Cidade do México      |                                     |
| Vitória | 16-2-1 | Sean Spencer      | Decisão (unânime)       | UFC Fight Night: McGregor vs. Siver   | 18/01/2015 | 3     | 5:00  | Boston, Massachusetts | Luta da noite.                      |
| Vitória | 15-2-1 | Gasan Umalatov    | Decisão (dividida)      | UFC Fight Night: Nelson vs. Story     | 04/10/2014 | 3     | 5:00  | Estocolmo             |                                     |
| Vitória | 14-2-1 | Mike King         | Finalização (mata leão) | UFC Fight Night: McGregor vs. Brandão | 19/07/2014 | 2     | 3:33  | Dublin                | Luta no Peso Médio; Luta da noite.  |
| Vitória | 13-2-1 | Che Mills         | TKO (inter. do córner)  | Cage Warriors 55                      | 01/06/2013 | 3     | 1:47  | Dublin                |                                     |
| Vitória | 12-2-1 | Gael Grimaud      | Decisão (unânime)       | Cage Warriors 52                      | 09/03/2013 | 5     | 5:00  | Kentish Town          | Ganhou o Título Meio Médio do CWFC. |
| Vitória | 11-2-1 | Bruno Carvalho    | Decisão (unânime)       | Cage Warriors 49                      | 27/10/2012 | 3     | 5:00  | Cardiff               |                                     |
| Vitória | 10-2-1 | David Bielkheden  | Decisão (unânime)       | Cage Warriors 47                      | 02/06/2012 | 3     | 5:00  | Dublin                |                                     |
| Empate  | 9-2-1  | David Mitchell    | Empate                  | Cage Warriors Fight Night 2           | 08/09/2011 | 3     | 5:00  | Amman                 |                                     |
| Vitória | 9-2    | Nicholas Musoke   | Decisão (unânime)       | On Top 2                              | 18/06/2011 | 2     | 5:00  | Glasgow               |                                     |
| Vitória | 8-2    | Vladimir Malko    | TKO (socos)             | Cage Warriors 42                      | 28/05/2011 | 2     | 3:14  | Cork City             |                                     |
| Vitória | 7-2    | Liam Shannon      | TKO (socos)             | Cage Contender 8                      | 12/03/2011 | 3     | 2:03  | Dublin                |                                     |
| Derrota | 6-2    | Lee Chadwick      | TKO (socos)             | OMMAC 8                               | 04/12/2010 | 1     | 0:27  | Liverpool             |                                     |
| Vitória | 6-1    | Jamie Rogers      | Decisão (unânime)       | Cage Warriors 39                      | 27/11/2010 | 3     | 5:00  | Cork City             |                                     |
| Vitória | 5-1    | Yuri Malko        | TKO (socos)             | TNP: Boiling Points                   | 28/08/2010 | 1     | N/A   | Wexford               |                                     |
| Vitória | 4-1    | Liam Shannon      | Decisão (unânime)       | Cage Contender 5                      | 24/07/2010 | 3     | 5:00  | Dublin                |                                     |
| Vitória | 3-1    | Jonny Shiels      | Decisão (unânime)       | Cage Contender 4                      | 01/05/2010 | 3     | 5:00  | Belfast               |                                     |
| Vitória | 2-1    | Mervyn Mulholland | TKO (socos)             | K.O. - The Fight Before Christmas 2   | 12/12/2009 | 2     | 4:02  | Dublin                |                                     |
| Derrota | 1-1    | Ronan McKay       | Finalização (triângulo) | Immortal Fighting Championship 1      | 19/09/2009 | 3     | N/A   | Strabane              |                                     |
| Vitória | 1-0    | Attila Horvath    | TKO (socos)             | Strabane Fight Team - Fight Night 2   | 21/02/2009 | 1     | 0:38  | Strabane              |                                     |